# MÁV 388
Az MÁV-SSz APOR típus egy  keskenynyomtávú szerkocsis gőzmozdonysorozat volt a Segesvár–Szentágotai Vasútnál.
A MÁV 1896-ban az általa szabványszerződéssel kezelt Segesvár–Szentágotai Vasút részére három 760 mm–es nyomtávú szerkocsis mozdonyt vásárolt a Bécsújhelyi Mozdonygyártól. A mozdonyok az APOR, SZENT ÁGOTA és SEGESVÁR nevet és az 1-3 pályaszámokat kapták. A Segesvár–Szentágotai Vasút az újonnan átadott vasútvonalak miatt Nagyszeben–Segesvári HÉV-vé (MÁV NsS) alakult át 1910-ben, ez azonban a mozdonyok megjelölését nem változtatta meg. A mozdonyok az 1911. évi MÁV-mozdonyátszámozás során a 388 sorozatjelet és a 001–003 folyószámokat, azaz a 388,001–003 pályaszámot kapta.
A 388,001 és 388,003 pályaszámú mozdonyok előbb a kkHB-hez, majd az első világháborút követően az SHS végül a JDŽ állományába kerültek. További sorsuk ismeretlen.
A 388,002 számút 1924-ben a CFR vette állagba, megtartva MÁV pályaszámát, majd a második világháborús események kapcsán újra a MÁV-hoz, a háború után ismét a CFR-hez került. Ma a Nagyszebeni Vasúti Múzeumban található.